# Tocqueville, Eure
Tocqueville är en kommun i departementet Eure i regionen Normandie i norra Frankrike. Kommunen ligger i kantonen Quillebeuf-sur-Seine som tillhör arrondissementet Bernay. År 2022 hade Tocqueville 143 invånare.

## Befolkningsutveckling
Antalet invånare i kommunen Tocqueville
Referens:INSEE